# Kennetia unifasciatum
Kennetia unifasciatum är en stekelart som först beskrevs av Schulthess 1934.  Kennetia unifasciatum ingår i släktet Kennetia och familjen Eumenidae. Inga underarter finns listade i Catalogue of Life.